# Gianguido Borghese
Gianguido Borghese (Parma, 18 dicembre 1902 – 2 novembre 1977) è stato un ingegnere, politico e partigiano italiano, eletto alla Camera dei deputati nella III legislatura della Repubblica Italiana, fu decorato della medaglia d'argento al valor militare per le azioni intraprese nella resistenza.

## Biografia
Gianguido Borghese nacque a Parma da Giuseppina Chiari e Giuseppe Borghese.

### L'impegno politico e l'antifascismo
Nel periodo successivo alla prima guerra mondiale, dal 1921 studente della Facoltà di ingegneria all'università di Bologna, si iscrisse al Partito Socialista Italiano fino a che, dopo il congresso del PSI che espulse l'ala riformista di Filippo Turati, il 1º ottobre 1922, aderì al Partito Socialista Unitario e ne divenne il segretario del gruppo giovanile della provincia di Bologna. Partecipò con altri studenti alla fondazione dell'Unione goliardica per la libertà nel 1924, gruppo che poi fu sciolto dal regime fascista. Continuò la sua attività politica a Bologna nelle file di Giustizia e Libertà. Laureatosi il 17 febbraio 1926, per le sue idee politiche gli fu impedito l'esercizio della professione d'ingegnere.
Il 15 novembre 1930 fu arrestato a Roma e il 26 giugno 1931, dopo alcuni mesi di carcere, il Tribunale speciale per la difesa dello Stato (1926-1943) lo assolse facendogli riacquistare la libertà.
Alla fine del 1942 Borghese aderì al Movimento di Unità Proletaria (MUP) e dopo l'arresto di Fernando Baroncini, nella primavera del 1943, fu chiamato, come rappresentante del movimento, a far parte del Fronte per la pace e la libertà, organizzazione unitaria dell'antifascismo bolognese.
Nell'agosto dello stesso anno partecipò all'incontro tra il MUP e il PSI di Pietro Nenni che vide la fusione dei due gruppi nel Partito Socialista Italiano di Unità Proletaria (PSIUP) che nacque ufficialmente a Roma il 22 agosto 1943. Borghese fu eletto nella prima direzione nazionale.

### La Resistenza

Il comando del CUMER sfila in piazza Maggiore a Bologna il 25 aprile 1945 prima della consegna delle armi. A sinistra Leonillo Cavazzuti, al centro Ilio Barontini e a destra Gianguido Borghese.

Dopo l'armistizio dell'8 settembre 1943 aderì alla resistenza in cui si dedicò all'organizzazione militare. Dal 7 novembre 1943 entrò nel comando militare del Comitato di Liberazione Nazionale bolognese. Il 9 giugno 1944, alla costituzione del Comando unico militare dell'Emilia-Romagna (CUMER), comandato da Ilio Barontini, Borghese, nome di battaglia di Ferrero, ne fu nominato il commissario politico. Con il grado di comandante di stato maggiore fu il massimo dirigente delle brigate Matteotti di Bologna dove invece adottò un diverso nome di battaglia, Rodi.
Con altri tre ingegneri fece parte anche della commissione tecnica del CLN dell'Emilia-Romagna. Alla liberazione di Bologna, il 21 aprile 1944 fu designato dal CLN prefetto di Bologna e Borghese si occupò della ricostruzione della città fino al febbraio del 1946.

### Il dopoguerra
Il 1º giugno 1958 fu eletto deputato alla Camera per il PSI nel collegio di Bologna. Durante la legislatura, che ebbe termine il 15 maggio 1963, Borghese fece parte della IX Commissione parlamentare (Lavori pubblici) e della Commissione parlamentare d'inchiesta sulla costruzione dell'aeroporto di Roma-Fiumicino. Il 6 luglio 1960, rimase contuso in seguito alle cariche della polizia a Porta San Paolo e la sua giacca insanguinata venne sventolata nell'aula della Camera.
Con il sindaco Giuseppe Dozza fu più volte chiamato a far parte della giunta Bolognese tra il 1960 e il 1966. Tra il 1966 e il 1970 fu anche vicesindaco di Bologna con Guido Fanti sindaco.

Gianguido Borghese (terzo da destra) con Il Gruppo Lambertini nel 1972.

Il 30 maggio 1967 gli fu conferita la medaglia d'argento al valor militare.
Dopo il bando del Ministero dei lavori pubblici, nel 1969, per un concorso internazionale di idee per il Ponte sullo Stretto di Messina, fece parte del cosiddetto Gruppo Lambertini occupandosi delle relazioni esterne.

## Riconoscimenti e dediche
- La città di Bologna lo ha nominato cittadino onorario per i suoi meriti politici e militari.[1]
- Al suo nome è stata dedicata una via della città di Bologna.[1]